# Прекрасне (Казахстан)
Прекра́сне (каз. Прекрасное) — село у складі Айиртауського району Північноказахстанської області Казахстану. Входить до складу Казанського сільського округу.
Населення — 10 осіб (2021; 8 у 2009, 240 у 1999, 297 у 1989).
Національний склад станом на 1989 рік:
- росіяни — 36 %.